# Cotinusa furcifera
Cotinusa furcifera är en spindelart som först beskrevs av Schenkel 1953.  Cotinusa furcifera ingår i släktet Cotinusa och familjen hoppspindlar. Inga underarter finns listade i Catalogue of Life.